# Isidoro de Errázuriz
Isidoro de Errázuriz Aldunate (Santiago, Imperio español, 1782 - Santiago, 18 de agosto de 1833) fue un patriota y político chileno.

## Primeros años de vida
Fue hijo de don Francisco Javier de Errázuriz y Madariaga y de doña Rosa Martínez de Aldunate y Guerrero. Hermano de los ex parlamentarios: Fernando y Ramón. Era nieto de Francisco Javier Errázuriz Larraín.

### Matrimonio e hijos
Contrajo matrimonio con Antonia Salas Palazuelos, con quien tuvo a: José Ignacio Errázuriz Salas, Pedro Antonio Errázuriz Salas, José Agustín Errázuriz Salas, Margarita Errázuriz Salas, Tránsito, Carmen Errázuriz Salas, Manuel Antonio Errázuriz Salas, Francisca Isidora Errázuriz Salas Aldunate.

## Vida pública
Participó de la revolución de independencia iniciada en 1810. Fue Oficial del Regimiento del Príncipe y firmó el Acta Constitucional Provisoria de 1812. Confinado por los realistas al Archipiélago Juan Fernández en 1814, tras la derrota patriota en la Batalla de Rancagua. Con el triunfo patriota en la batalla de Chacabuco, retorna a Chile en 1817, repatriado por el gobierno de Bernardo O'Higgins.
En 1813 fue corregidor del Cabildo de Santiago.
Participó en la revolución de 1810 y fue confinado por los realistas a la isla de Juan Fernández en 1814.
Firmó el Reglamento Constitucional Provisorio, sancionado en 26 de octubre de 1812, siendo Oficial del Regimiento del Príncipe.
Fue miembro de la Junta de Gobierno de 24 de diciembre de 1829-18 de febrero de 1830, junto con José Tomás Ovalle Bezanilla, que fue el presidente, y José María Guzmán; secretario general fue don Juan Francisco Meneses. 
Electo diputado suplente por Rancagua, en el Primer Congreso Nacional, 4 de julio-2 de diciembre de 1811. Se dio cuenta de su elección, en la sesión de 17 de octubre.
Electo diputado propietario por Melipilla, en el Congreso General de la Nación, 10 de noviembre de 1824-11 de mayo de 1825. Renunció antes de incorporarse.
Electo diputado por San Pedro, en las Asambleas Provinciales de 1826, Asamblea Provincial de Santiago, 19 de octubre de 1826-(enero de 1828). Fue presidente de la Asamblea, del 9  al 12 de julio de 1827.
Electo diputado por Rancagua, en las Asambleas Provinciales de 1829, Asamblea Provincial de Santiago, 31 de mayo de 1829-(?). Fue Presidente de la Asamblea, el 2 de septiembre de 1829 hasta (?).
Electo diputado en las Asambleas Provinciales de 1831, Asamblea Provincial de Santiago, 13 de marzo de 1831-marzo de 1833. Fue Presidente de la Asamblea, el 13 de marzo al 13 de abril de 1831.
Falleció en Santiago, el 18 de agosto de 1833.

## Actividades políticas
- Simpatizante de la causa pelucona.
- Corregidor del Cabildo de Santiago (1813).
- Diputado representante de Melipilla (1824-1825).
- Diputado representante de La Serena y Elqui (1827-1828).
- Presidente de la Cámara de Diputados (1827).
- Diputado representante de Rancagua y Maipo (1829-1830).
- Miembro de la Junta de Gobierno (1830), junto a José Tomás Ovalle Bezanilla.
- Presidente de la Asamblea Provincial de Santiago (1831).